# Ghiacciaio del Miage
Il ghiacciaio del Miage (pron. fr. AFI: [mjaʒ] - in francese, glacier du Miage) è un ghiacciaio della Valle d'Aosta che si origina e scende dal Monte Bianco. Si trova nella parte alta della val Veny.

## Caratteristiche

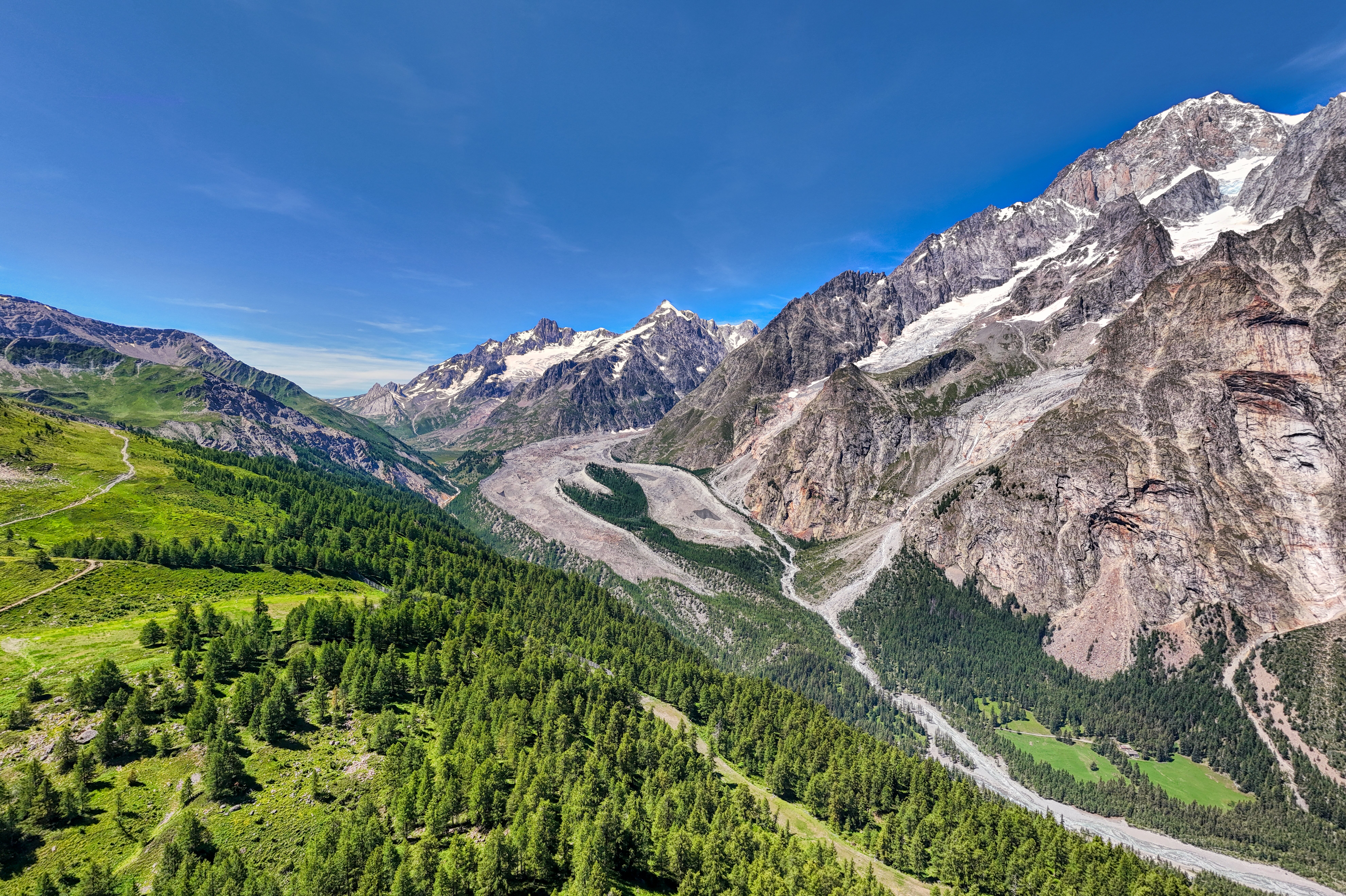
Veduta d'insieme del ghiacciaio in estate.

È lungo più di 10 km e si estende per 1100 ettari.
Prende forma dal ghiacciaio di Bionnassay e lungo la sua discesa viene alimentato dal ghiacciaio del Dôme e dal ghiacciaio del Monte Bianco.
La parte alta del ghiacciaio è solcata da crepacci e serraccate; la parte inferiore è completamente ricoperta da detriti.

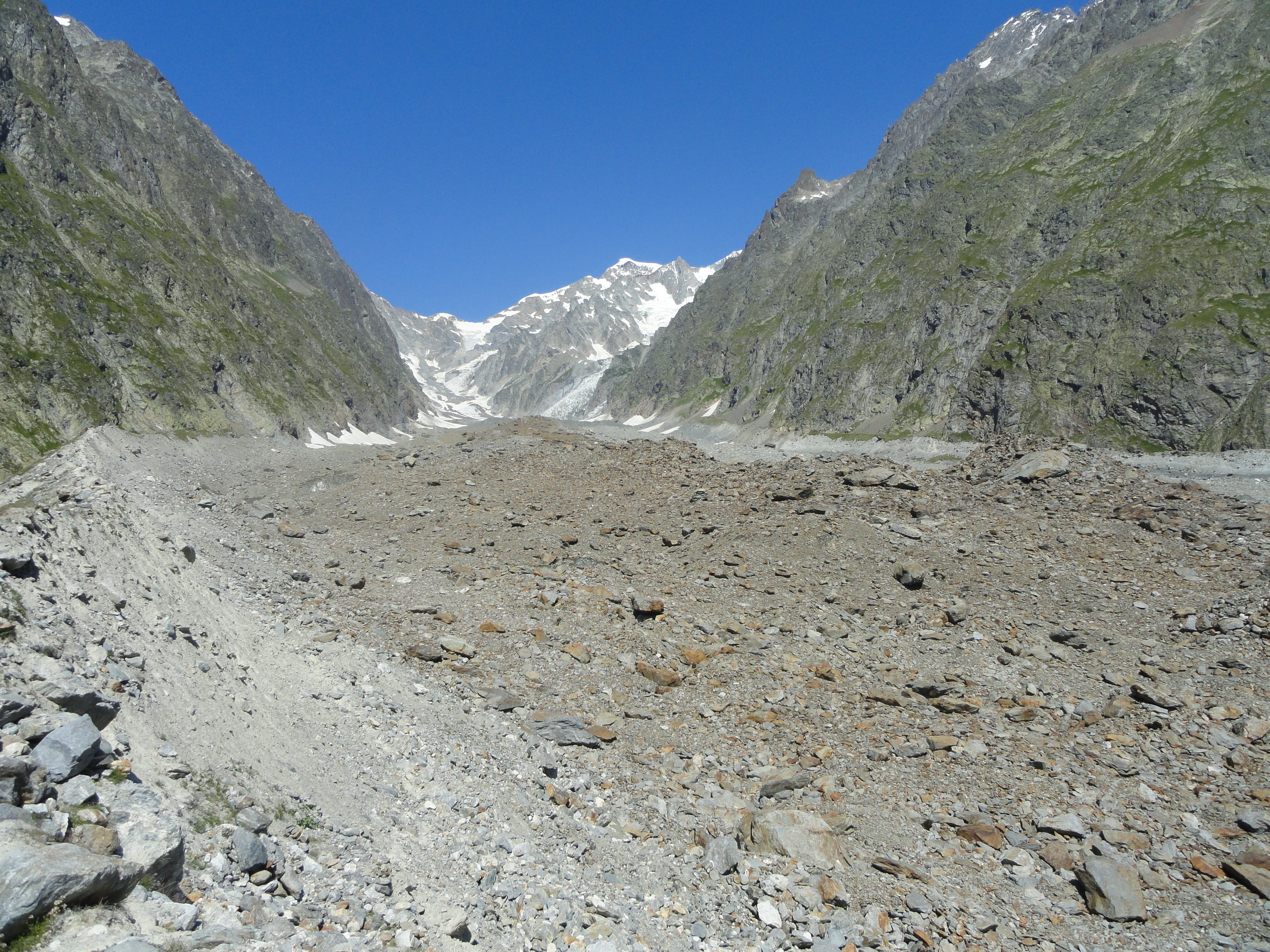
Particolare del ghiacciaio.

Il ghiacciaio del Miage è il più grande ghiacciaio nero delle Alpi italiane e vede poco meno di 5 km² della sua lingua di ablazione ammantati da detrito roccioso con spessori da metrici a centimetrici. Il ghiacciaio, coperto da detriti dai 1800 m della fronte sino a oltre 2400 m di quota è stato oggetto di diversi studi recenti volti a caratterizzarne la copertura detritica (conseguente soprattutto ai frequenti crolli in roccia delle pareti incassanti accentuati dai processi di degradazione fisica quali crioclastismo e termoclastismo) e a descrivere tutti quei processi e fenomeni influenzati dalla presenza del detrito sopraglaciale. Tra questi la fusione del ghiaccio che grazie alla copertura detritica vede una estrema variabilità a parità di quota. Va infatti considerato che il detrito roccioso se presente in spessore superiore a quello definito "critico" è in grado di limitare intensità e velocità dell'ablazione, in caso contrario (ovvero se lo spessore del detrito è inferiore al valore critico da determinare sperimentalmente su ciascun ghiacciaio nero studiato e dipendente da litologia, porosità e granulometria) la fusione avviene molto più rapidamente. Quando il detrito sopraglaciale è sufficientemente stabile è possibile che esso costituisca anche un substrato per lo sviluppo di comunità animali e vegetali.

## Accesso
Il ghiacciaio si raggiunge da Courmayeur percorrendo la Val Veny in macchina; lasciata la macchina, si continua su un facile sentiero su strada asfaltata fino ad un ponte. Da lì si prosegue verso destra per pochi minuti.

## Lago del Miage

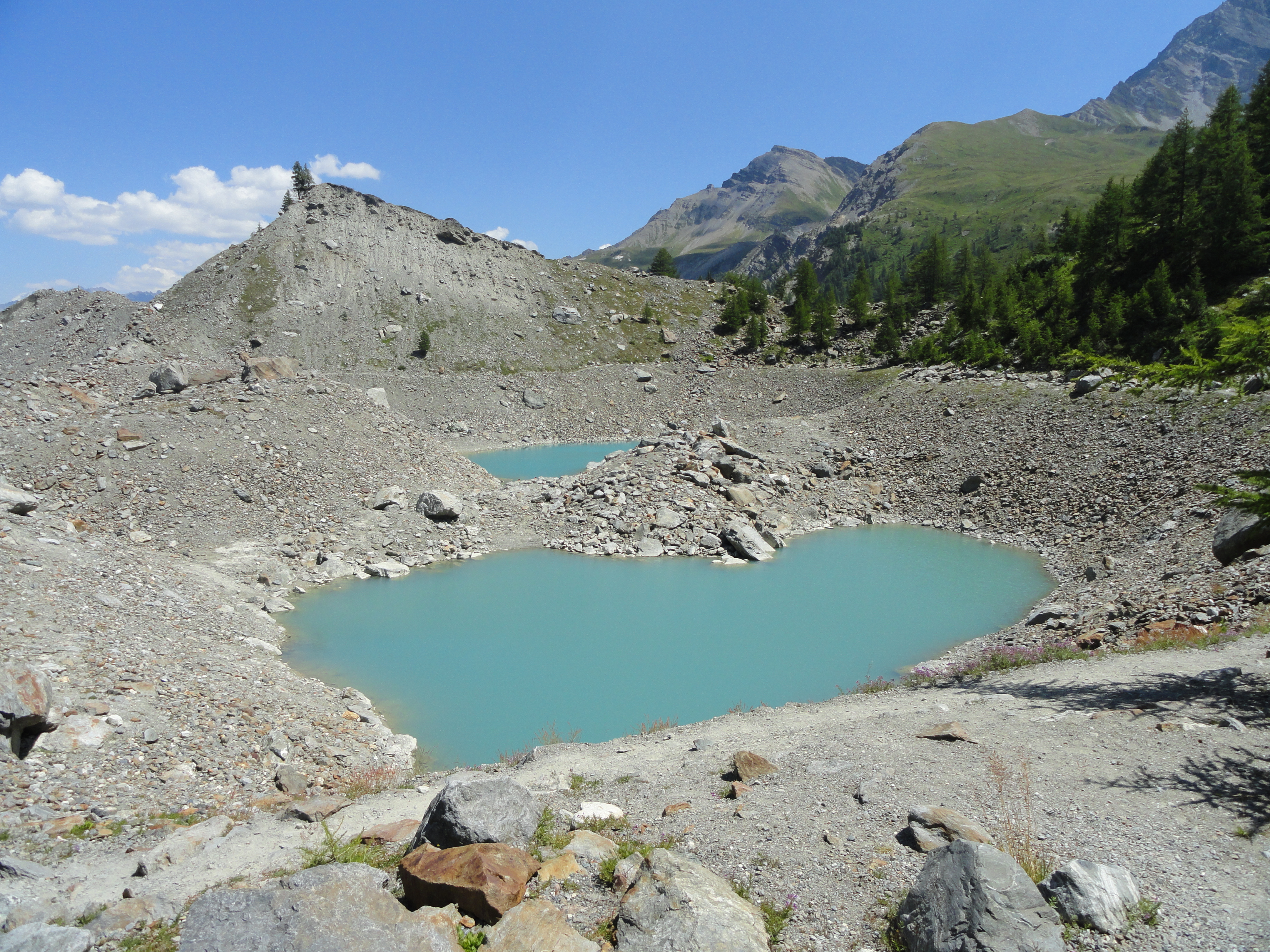
Il lago del Miage.

Sulla destra idrografica del Ghiacciaio del Miage è localizzato l'omonimo lago (a quota 2020 m s.l.m. circa), caratterizzato, almeno negli ultimi due secoli, da un particolare fenomeno che attira curiosi e turisti: il distacco di iceberg e il crollo repentino di grandi blocchi che rovinano dalla falesia di ghiaccio costituente la parte terminale del ghiacciaio, quella che si affaccia direttamente sul lago.

## Rifugi
Il ghiacciaio costituisce il punto di accesso al rifugio Francesco Gonella ed al rifugio Durier (dal versante italiano).